# マテウス・マルティンス・シウヴァ・ドス・サントス
マテウス・マルティンスことマテウス・マルティンス・シウヴァ・ドス・サントス（Matheus Martins Silva dos Santos, 2003年7月16日 - ）は、ブラジルのプロサッカー選手。ボタフォゴFR所属。ポジションはフォワード。

## 経歴

### クラブ
マットグロッソ・ド・スル州カンポ・グランデに生まれ、9歳でフルミネンセの下部組織に入団。
2019年9月24日、16歳でクラブと初のプロ契約を交わし、2022年までフルミネンセの一員となった。
2021年3月25日、フルミネンセと2024年までの契約延長に合意。6月30日、アトレチコ・パラナエンセ戦でネネに代わって途中出場し、セリエAデビュー。
2022年5月27日、コパ・スダメリカーナのオリエンテ・ペトロレロ戦でプロ初先発すると、ハットトリックの活躍で10-1での大勝に貢献した。また、これはプロになって初のハットトリック達成であった。6月19日、アヴァイ戦でセリエA初ゴールを記録。
2023年1月11日、イタリアのウディネーゼに完全移籍し、さらに1年間の期限つきでイングランドのワトフォードに移籍。1月14日、リーグ第27節のブラックプール戦でハーフタイムに交代出場し、チャンピオンシップ初出場。
7月4日、ローン期間を延長し、2023-24シーズンもワトフォードでプレイすることとなった。8月5日、シーズン開幕のQPR戦でワトフォードでの初ゴールを記録。

### 代表
2019年のU-16以降、ブラジルの世代別代表に選出されている。
2023年5月、FIFA U-20ワールドカップに出場し、グループステージのドミニカ共和国戦とラウンド16のチュニジア戦でゴールを挙げた。

## 個人成績
| 国内大会個人成績 | 国内大会個人成績 | 国内大会個人成績 | 国内大会個人成績   | 国内大会個人成績 | 国内大会個人成績 | 国内大会個人成績 | 国内大会個人成績 | 国内大会個人成績 | 国内大会個人成績 | 国内大会個人成績 | 国内大会個人成績 |
| 年度             | クラブ           | 背番号           | リーグ             | リーグ戦         | リーグ戦         | リーグ杯         | リーグ杯         | オープン杯       | オープン杯       | 期間通算         | 期間通算         |
| 年度             | クラブ           | 背番号           | リーグ             | 出場             | 得点             | 出場             | 得点             | 出場             | 得点             | 出場             | 得点             |
| ブラジル         | ブラジル         | ブラジル         | ブラジル           | リーグ戦         | リーグ戦         | ブラジル杯       | ブラジル杯       | オープン杯       | オープン杯       | 期間通算         | 期間通算         |
| ---------------- | ---------------- | ---------------- | ------------------ | ---------------- | ---------------- | ---------------- | ---------------- | ---------------- | ---------------- | ---------------- | ---------------- |
| 2021             | フルミネンセ     | 37               | セリエA            | 7                | 0                | 1                | 0                | -                | -                | 8                | 0                |
| 2022             | フルミネンセ     | 37               | セリエA            | 30               | 3                | 6                | 0                | -                | -                | 36               | 3                |
| イングランド     | イングランド     | イングランド     | イングランド       | リーグ戦         | リーグ戦         | FLカップ         | FLカップ         | FAカップ         | FAカップ         | 期間通算         | 期間通算         |
| 2022-23          | ワトフォード     | 37               | チャンピオンシップ | 6                | 0                | -                | -                | -                | -                | 6                | 0                |
| 2023-24          | ワトフォード     | 37               | チャンピオンシップ | 39               | 5                | 1                | 0                | 3                | 1                | 43               | 6                |
| ブラジル         | ブラジル         | ブラジル         | ブラジル           | リーグ戦         | リーグ戦         | ブラジル杯       | ブラジル杯       | オープン杯       | オープン杯       | 期間通算         | 期間通算         |
| 2024             | ボタフォゴ       | 37               | セリエA            | 14               | 2                | -                | -                | -                | -                | 14               | 2                |
| 2025             | ボタフォゴ       | 11               | セリエA            |                  |                  |                  |                  | -                | -                |                  |                  |
| 通算             | ブラジル         | ブラジル         | セリエA            | 51               | 5                | 7                | 0                | -                | -                | 58               | 5                |
| 通算             | イングランド     | イングランド     | チャンピオンシップ | 45               | 5                | 1                | 0                | 3                | 1                | 49               | 6                |
| 総通算           | 総通算           | 総通算           | 総通算             | 96               | 10               | 8                | 0                | 3                | 1                | 107              | 11               |